# Josep Maria Miró i Guibernau
Josep Maria Miró i Guibernau (Vilanova i la Geltrú, 24 de març de 1889 - Barcelona, 5 d'abril de 1966) fou un arquitecte català llicenciat el 1913. Va ser un dels representants més joves del Modernisme català i arquitecte municipal de Vilanova i la Geltrú. Les seves obres varen evolucionar des del modernisme, que conserva fins a 1930, fins a un noucentisme amb signes de racionalisme dels anys 1940.

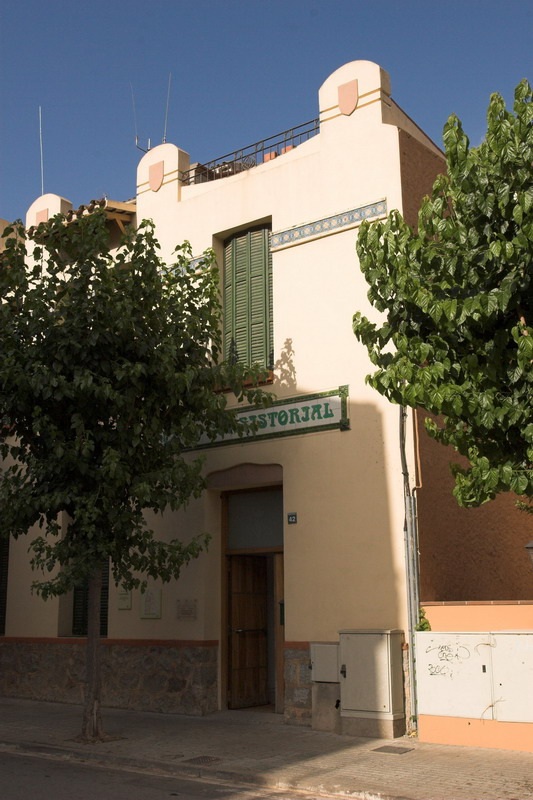
Ajuntament d'El Figueró

Una de les seves primeres obres va ser a El Figueró on va construir la casa consistorial i escola cap al 1914-1915, un edifici d'un estil molt similar al que Joaquim Raspall practicava a la zona del Vallès Oriental i que va fer que durant molts anys hagi estat atribuïda a aquest arquitecte contemporani seu.
Altres actuacions al Vallès Oriental se situen a Granollers, on va realitzar l'Hospital de Granollers entre 1919-1923 i la reforma de la Fonda Europa el 1923.
Fou l'arquitecte municipal de la seva ciutat natal des del 1917 fins que es va jubilar, substituint en el càrrec a Bonaventura Pollés Vivó.
Una de les primeres actuacions com a arquitecte municipal correspon a la Ciutat jardí de Ribes Roges, iniciada el 1910 pel seu antecessor, i en el que Miró projectà l'ordenació total del sector d'acord amb la tipologia de ciutat jardí, el 1917.
Entre les seves construccions més destacades a Vilanova s'hi troben el Pòsit de Pescadors (1925), las Escoles Graduades (1932) i el Mercat Públic (1941). A nivell de construcció privada destaca Can Pahissa (1921) i Can Magrinyà (1929), entre d'altres.
Estava casat amb Odila Gumà i Carreras, neta de Francesc Gumà i Ferran. Altres personatges rellevants van ser el seu oncle Gaspar Miró i Lleó (pintor) i el seu cosí, Amadeu Hurtado i Miró.